# HH 32
HH 32 – obiekt Herbiga-Haro widoczny gwiazdozbiorze Orła, znajdujący się w odległości około 960 lat świetlnych od Ziemi.
HH 32 jest wysoce skolimowanym dżetem częściowo zjonizowanego gazu (plazmy) wyrzuconym z dysku akrecyjnego z prędkością prawie 320 km/s. Źródłem jest najprawdopodobniej młoda gwiazda typu T Tauri AS353A (IRAS 19181+1056).